# Kanał Domowy
Kanał Domowy – kanał wodny łączący Jezioro Domowe Małe i rzekę Sawica.
Kanał Domowy to ciek wodny, który wypływa z Jeziora Domowego Małego, a poprzez instalację burzową bezpośrednio wpływa do niego także woda deszczowa z ponad połowy powierzchni Szczytna. Poza granicami miasta wpływa do niego także woda z oczyszczalni miejskiej i tu kanał staje się szerszy i zasobniejszy w wodę.
Przez miasto kanał płynie głównie pod ziemią (choć na terenach mniej zurbanizowanych jest otwarty), poza miastem jest kanałem otwartym. Przecina drogę krajową 57 (Bartoszyce-Pułtusk).
Kanał Domowy jest ciekiem bardzo zanieczyszczonym. Wypływa z pozaklasowego jeziora, wpływa do niego woda burzowa z instalacji bez piaskowników i łapaczy tłuszczów. Oczyszczalnia ścieków miasta Szczytna, także  go zanieczyszcza. Fakty te skutkują tym, że Kanał Domowy zanieczyszcza rzekę Sawicę. Można przyjąć, że poniżej punktu połączenia z Kanałem, Sawica zmienia się z II klasy na III.
Przed rokiem 1998 Kanał Domowy wpływał do Sawicy powyżej jeziora Sasek Mały, gdzie rzeka nosi jeszcze nazwę "Zawić". Bieg kanału zmieniono w związku z otwarciem nowej oczyszczalni i zmianą czystości wody.
Funkcje:
- odbieranie nadmiaru wody z jezior Małego i Dużego
- odbieranie wody deszczowej z większej powierzchni miasta Szczytna
- odbieranie wody z oczyszczalni ścieków